# 4879 Zykina
4879 Zykina (1974 VG) là một tiểu hành tinh vành đai chính được phát hiện ngày 12 tháng 11 năm 1974 bởi Chernykh, L. I. ở Nauchnyj.